# Ouges
Ouges est une commune française appartenant à Dijon Métropole située dans le département de la Côte-d'Or, en région Bourgogne-Franche-Comté.

## Géographie

### Communes limitrophes
| Longvic |       | Neuilly-Crimolois |
|         | Ouges | Rouvres-en-Plaine |
| Fénay   |       | Bretenière        |

### Climat
Pour des articles plus généraux, voir Climat de la Bourgogne-Franche-Comté et Climat de la Côte-d'Or.
En 2010, le climat de la commune est de type climat des marges montargnardes, selon une étude du Centre national de la recherche scientifique s'appuyant sur une série de données couvrant la période 1971-2000. En 2020, Météo-France publie une typologie des climats de la France métropolitaine dans laquelle la commune est dans une zone de transition entre le climat océanique altéré et le climat océanique altéré et est dans la région climatique  Bourgogne, vallée de la Saône, caractérisée par un bon ensoleillement (1 900 h/an), un été chaud (18,5 °C), un air sec au printemps et en été et des vents faibles. 
Pour la période 1971-2000, la température annuelle moyenne est de 10,6 °C, avec une amplitude thermique annuelle de 17,7 °C. Le cumul annuel moyen de précipitations est de 798 mm, avec 11 jours de précipitations en janvier et 7,4 jours en juillet. Pour la période 1991-2020, la température moyenne annuelle observée sur la station météorologique installée sur la commune est de 11,4 °C et le cumul annuel moyen de précipitations est de 743,4 mm,. Pour l'avenir, les paramètres climatiques de la commune estimés pour 2050 selon différents scénarios d'émission de gaz à effet de serre sont consultables sur un site dédié publié par Météo-France en novembre 2022.
| Mois                                  | jan.             | fév.           | mars             | avril           | mai             | juin           | jui.           | août           | sep.            | oct.            | nov.             | déc.             | année     |
| ------------------------------------- | ---------------- | -------------- | ---------------- | --------------- | --------------- | -------------- | -------------- | -------------- | --------------- | --------------- | ---------------- | ---------------- | --------- |
| Température minimale moyenne (°C)     | −0,2             | 0              | 2,6              | 5,2             | 9,2             | 12,8           | 14,9           | 14,6           | 11              | 7,6             | 3,3              | 0,7              | 6,8       |
| Température moyenne (°C)              | 2,7              | 3,8            | 7,5              | 10,7            | 14,6            | 18,5           | 20,8           | 20,4           | 16,4            | 11,8            | 6,5              | 3,4              | 11,4      |
| Température maximale moyenne (°C)     | 5,6              | 7,6            | 12,5             | 16,2            | 20              | 24,2           | 26,7           | 26,2           | 21,7            | 16,1            | 9,7              | 6,1              | 16,1      |
| Record de froid (°C) date du record   | −21,3 09.01.1985 | −22 15.02.1929 | −15,3 11.03.1931 | −5,3 01.04.1931 | −3,3 01.05.1938 | 0,8 02.06.1936 | 2,8 18.07.1922 | 4,3 24.08.1922 | −1,6 24.09.1928 | −4,9 25.10.03   | −10,6 27.11.1985 | −20,8 30.12.1939 | −22 1929  |
| Record de chaleur (°C) date du record | 16,8 01.01.23    | 21,1 27.02.19  | 24,9 31.03.21    | 29 17.04.1949   | 34,4 24.05.1922 | 37,3 27.06.19  | 39,5 24.07.19  | 39,3 12.08.03  | 34,2 01.09.1926 | 28,3 12.10.1921 | 21,6 07.11.1955  | 17,5 16.12.1989  | 39,5 2019 |
| Ensoleillement (h)                    | 608              | 951            | 1 598            | 1 937           | 2 155           | 2 403          | 2 569          | 2 397          | 1 909           | 118             | 665              | 529              | 1 890     |
| Précipitations (mm)                   | 56,8             | 42,9           | 48,2             | 57,5            | 76,1            | 65,8           | 64,9           | 62             | 56,4            | 73,6            | 77,6             | 61,6             | 743,4     |

## Urbanisme

### Typologie
Au 1er janvier 2024, Ouges est catégorisée bourg rural, selon la nouvelle grille communale de densité à 7 niveaux définie par l'Insee en 2022.
Elle appartient à l'unité urbaine de Dijon, une agglomération intra-départementale dont elle est une commune de la banlieue,. Par ailleurs la commune fait partie de l'aire d'attraction de Dijon, dont elle est une commune de la couronne,. Cette aire, qui regroupe 333 communes, est catégorisée dans les aires de 200 000 à moins de 700 000 habitants,.

### Occupation des sols
L'occupation des sols de la commune, telle qu'elle ressort de la base de données européenne d’occupation biophysique des sols Corine Land Cover (CLC), est marquée par l'importance des territoires agricoles (68,5 % en 2018), une proportion sensiblement équivalente à celle de 1990 (69,3 %). La répartition détaillée en 2018 est la suivante : terres arables (68,5 %), zones industrielles ou commerciales et réseaux de communication (24,5 %), zones urbanisées (4 %), forêts (3 %). L'évolution de l’occupation des sols de la commune et de ses infrastructures peut être observée sur les différentes représentations cartographiques du territoire : la carte de Cassini (XVIIIe siècle), la carte d'état-major (1820-1866) et les cartes ou photos aériennes de l'IGN pour la période actuelle (1950 à aujourd'hui).

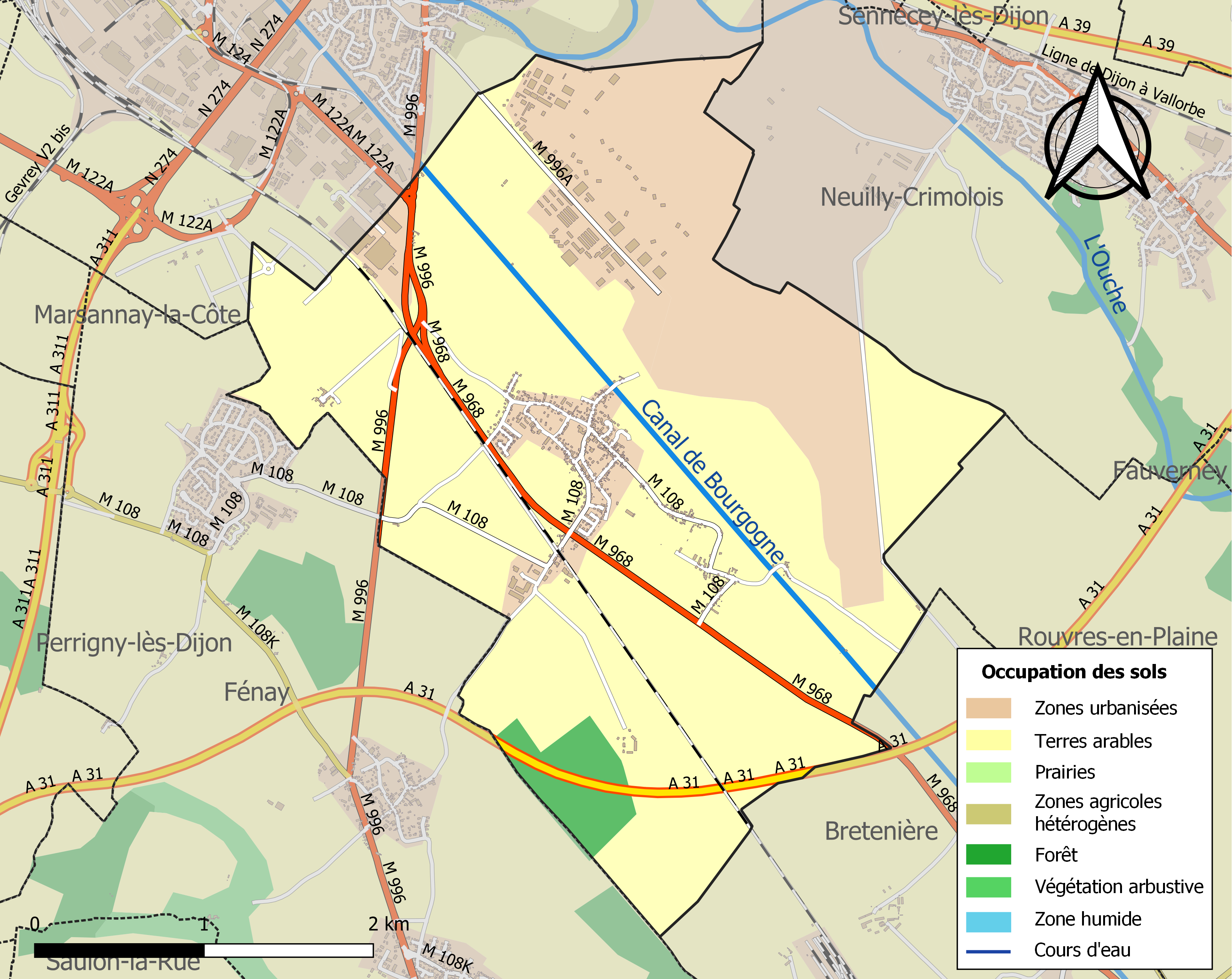
Carte des infrastructures et de l'occupation des sols de la commune en 2018 (CLC).

### Voies de communication et transports
Elle dispose de la halte SNCF d'Ouges sur la ligne de Dijon-Ville à Saint-Amour.

## Politique et administration

### Liste des maires
| Période                                  | Période                    | Identité                  | Étiquette | Qualité           |
| ---------------------------------------- | -------------------------- | ------------------------- | --------- | ----------------- |
| inconnu                                  | fructidor an IX            | François Quillardet       |           |                   |
| vendémiaire an X                         | mars 1807                  | Pierre Cornemillot        |           |                   |
| avril 1807                               | juin 1817                  | Jean Cornemillot          |           |                   |
| juin 1817                                | juin 1820                  | Hubert Cornemillot        |           |                   |
| juin 1820                                | février 1827               | François Quillardet       |           |                   |
| mars 1827                                | septembre 1836             | Pierre Quillardet Thomas  |           |                   |
| octobre 1836                             | juillet 1837               | Pierre Quillardet Goillot |           |                   |
| juillet 1837                             | juillet 1840               | Pierre Quillardet Thomas  |           |                   |
| juillet 1840                             | août 1840                  | Jacques Quillardet        |           | maire par intérim |
| août 1840                                | avril 1848                 | Philippe Pain             |           |                   |
| avril 1848                               | septembre 1848             | Pierre Cornemillot        |           |                   |
| octobre 1848                             | janvier 1872               | Denis Pain                |           |                   |
| janvier 1872                             | 1872                       | Emile Cornemillot         |           |                   |
| 1872                                     | 1873                       | Denis Droin               |           |                   |
| 1873                                     | juillet 1875               | Jean Garnier              |           | démissionnaire    |
| juillet 1875                             | 1879                       | Pierre Amiot              |           |                   |
| 1879                                     | janvier 1881               | Jacques Joannier          |           |                   |
| janvier 1881                             | 1889                       | Pierre Amiot              |           |                   |
| 1889                                     | après 1897                 | Jean Perreaux             |           |                   |
| Les données manquantes sont à compléter. |                            |                           |           |                   |
| avant 1995                               | juin 1995                  | François Perras           |           |                   |
| juin 1995                                | mars 2008                  | Paul Roizot               | RPR-UMP   |                   |
| mars 2008                                | En cours (au 15 juin 2020) | Jean-Claude Girard        |           |                   |
| Les données manquantes sont à compléter. |                            |                           |           |                   |

## Démographie
Les habitants d'Ouges sont appelés Ougeois.

L'évolution du nombre d'habitants est connue à travers les recensements de la population effectués dans la commune depuis 1793. Pour les communes de moins de 10 000 habitants, une enquête de recensement portant sur toute la population est réalisée tous les cinq ans, les populations de référence des années intermédiaires étant quant à elles estimées par interpolation ou extrapolation. Pour la commune, le premier recensement exhaustif entrant dans le cadre du nouveau dispositif a été réalisé en 2008.

En 2022, la commune comptait 1 505 habitants, en évolution de +5,1 % par rapport à 2016 (Côte-d'Or : +0,82 %, France hors Mayotte : +2,11 %).
| 1793 | 1800 | 1806 | 1821 | 1831 | 1836 | 1841 | 1846 | 1851 |
| ---- | ---- | ---- | ---- | ---- | ---- | ---- | ---- | ---- |
| 360  | 314  | 334  | 389  | 386  | 430  | 464  | 507  | 521  |

| 1856 | 1861 | 1866 | 1872 | 1876 | 1881 | 1886 | 1891 | 1896 |
| ---- | ---- | ---- | ---- | ---- | ---- | ---- | ---- | ---- |
| 478  | 461  | 443  | 439  | 432  | 430  | 441  | 474  | 415  |

| 1901 | 1906 | 1911 | 1921  | 1926  | 1931  | 1936  | 1946  | 1954  |
| ---- | ---- | ---- | ----- | ----- | ----- | ----- | ----- | ----- |
| 391  | 399  | 395  | 1 261 | 1 464 | 1 514 | 1 433 | 1 258 | 2 657 |

| 1962  | 1968  | 1975  | 1982 | 1990 | 1999  | 2006  | 2008  | 2013  |
| ----- | ----- | ----- | ---- | ---- | ----- | ----- | ----- | ----- |
| 1 157 | 1 138 | 1 028 | 797  | 965  | 1 043 | 1 212 | 1 173 | 1 342 |

| 2018  | 2022  | - | - | - | - | - | - | - |
| ----- | ----- | - | - | - | - | - | - | - |
| 1 615 | 1 505 | - | - | - | - | - | - | - |

## Culture locale et patrimoine

### Lieux et monuments
- Le site de l'ancienne base aérienne 102, base de l'Armée de l'air qui a définitivement fermé en juin 2016 et dont la plus grande partie de l'emprise (300 hectares sur les 500) était située sur le territoire de la commune d'Ouges. L'École de gendarmerie de Dijon s'est installée sur le site.
- Le monument commémoratif Guynemer (protégé au titre des MH), visible sur le site de l'ancienne base aérienne 102, inauguré le 25 juillet 1932. Ce monument est orné en façade d'un buste de bronze encadré verticalement de l’inscription « Au capitaine Guynemer, l’Aviation », coulé d’après une sculpture exécutée par l’artiste dijonnais Hubert Yencesse[18].

### Personnalités liées à la commune
- Louis Cottereau (1869-1917), coureur cycliste, y a vécu.
- André Patte, peintre, né à Ouges le 24 janvier 1904 et mort à Dijon le 10 août 1986.

### Héraldique
| Blason | Blasonnement : Écartelé : au 1er et au 4e d'azur à l'écusson d'or aux trois bandes d'azur et à la bordure de gueules, accompagné de huit fleurs de lys aussi d'or ordonnées en orle, au 2e et au 3e d'azur au coq hardi d'or, à la trangle ondée d'argent posée en fasce sur la partition. |